# روث برافو
روث برافو (بالإسبانية: Ruth Bravo)‏ (6 مارس 1992 في الأرجنتين - ) هي لاعبة كرة قدم أرجنتينية في مركز الدفاع. لعبت مع بوكا جونيورز.

## وصلات خارجية
- روث برافو على موقع الاتحاد الدولي (مؤرشف)  (الإنجليزية)
- روث برافو على موقع بطولة كرة القدم المكسيكية للسيدات (الإسبانية)
- روث برافو على موقع إي إس بي إن إف سي (الإنجليزية)
- روث برافو على موقع قاعدة بيانات كرة القدم.إي يو (الإنجليزية)
- روث برافو على موقع Soccerway.com (الإنجليزية)
- روث برافو على موقع عالم كرة القدم.نت (الإنجليزية)